# Erika Andreß
Erika Andreß (* 25. Oktober 1953 in Aurich) ist eine deutsche Juristin. Sie war von 26. Juli 2007 bis Ende Oktober 2020 Präsidentin des Hanseatischen Oberlandesgerichtes (HansOLG) und übte damit die Dienstaufsicht über die Gerichte der ordentlichen Gerichtsbarkeit in der Freien und Hansestadt Hamburg aus. Sie war nach mehr als 125 Jahren die erste Frau an der Spitze des Gerichts.

## Familie und Ausbildung
Andreß wurde 1953 im ostfriesischen Aurich als drittältestes von sieben Kindern in der Familie eines Justizangestellten und einer Hausfrau geboren. Nach der Mittleren Reife absolvierte Andreß zunächst eine Ausbildung zur Rechtsanwalts- und Notargehilfin. Mit 22 Jahren begann sie, sich neben ihrem Beruf auf einem Bremer Abendgymnasium auf das Abitur vorzubereiten. Nach dem bestandenen Abitur begann sie an der Universität Hamburg das Studium der Rechtswissenschaften. Sie beendete das Studium mit der Ersten Juristischen Staatsprüfung. Nach dem Rechtsreferendariat absolvierte sie die Zweite Juristische Staatsprüfung.

## Karriere
Zum 1. Oktober 1989 wurde Andreß, bereits 35-jährig, als Richterin in den Hamburger Justizdienst übernommen. Im Jahr 1992 erfolgte zunächst ihre Ernennung zur Richterin am Amtsgericht, wo sie sowohl als Zivil- und Vormundschafts- als auch als Strafrichterin und Familienrichterin eingesetzt war. Ab dem Jahr 1994 nahm sie überwiegend Aufgaben im Präsidialbereich wahr, zunächst am Amtsgericht und sodann am Hanseatischen Oberlandesgerichts. Im Jahr 1998 wurde sie zur Richterin am Oberlandesgericht ernannt, und im Jahr 2000 Direktorin des Amtsgerichts Hamburg-Harburg. Drei Jahre später wurde sie zur Vizepräsidentin des Hanseatischen Oberlandesgerichtes ernannt. Präsident war damals Wilhelm Rapp.
Vom 26. Juli 2007 bis Ende Oktober 2020 war sie Präsidentin des Hanseatischen Oberlandesgerichtes (HansOLG) und übte damit die Dienstaufsicht über die Gerichte der ordentlichen Gerichtsbarkeit in der Freien und Hansestadt Hamburg aus. Sie war nach mehr als 125 Jahren die erste Frau an der Spitze des Gerichts. Der Richterwahlausschuss hatte sich mit dieser Wahl gegen einen Personalvorschlag des Justizsenators Carsten Lüdemann ausgesprochen. Dieser hatte dem Gremium empfohlen, die Vizepräsidentin des Hamburger Amtsgerichts Sibylle Umlauf zur Präsidentin des OLG zu wählen.
Andreß hatte seit 2003 den Vorsitz des 10. Zivilsenats/1. Senats für Familiensachen inne und war während ihrer Amtszeit als OLG-Präsidentin zugleich Präsidentin des Gemeinsamen Prüfungsamtes der Länder Freie und Hansestadt Bremen, Freie und Hansestadt Hamburg und Schleswig-Holstein und Leiterin des Justizprüfungsamtes der Freien und Hansestadt Hamburg.
Zu ihrem Nachfolger wurde am 18. November 2020 der bisherige Präsident des Landgerichts Hamburg, Marc Tully, ernannt.
In den Jahren 2021 bis 2024 war Erika Andreß Lehrbeauftragte für Familienrecht an der Universität Hamburg.

## Ämter und Mitgliedschaften
- Kuratorium des Max-Planck-Instituts für ausländisches und internationales Privatrecht, Hamburg[9]

## Publikationen (Auswahl)
- Erika Andreß: Die goldenen Knie der Justitia. Ein Beitrag zur Emanzipation des modernen Justizmannes. In: Konstanze Görres-Ohde, Monika Nöhre, Anne-José Paulsen (Hrsg.): Die OLG-Präsidentin. BMV Berliner Wissenschafts-Verlag, Berlin 2007, S. 119–138, ISBN 978-3-8305-1444-2.